# Samuel D. Gross

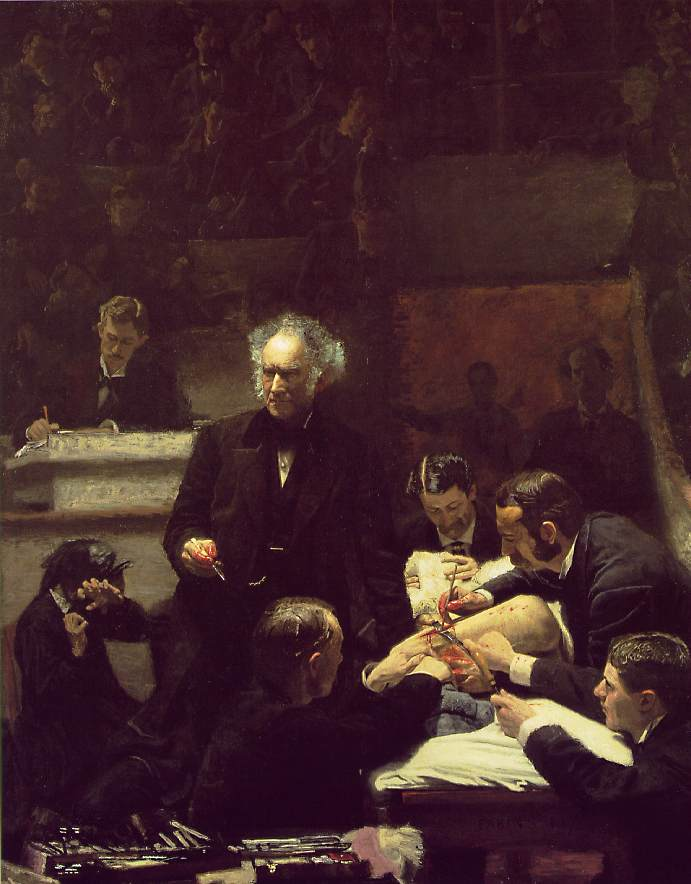
Die Klinik Gross, Porträt von Samuel D. Gross

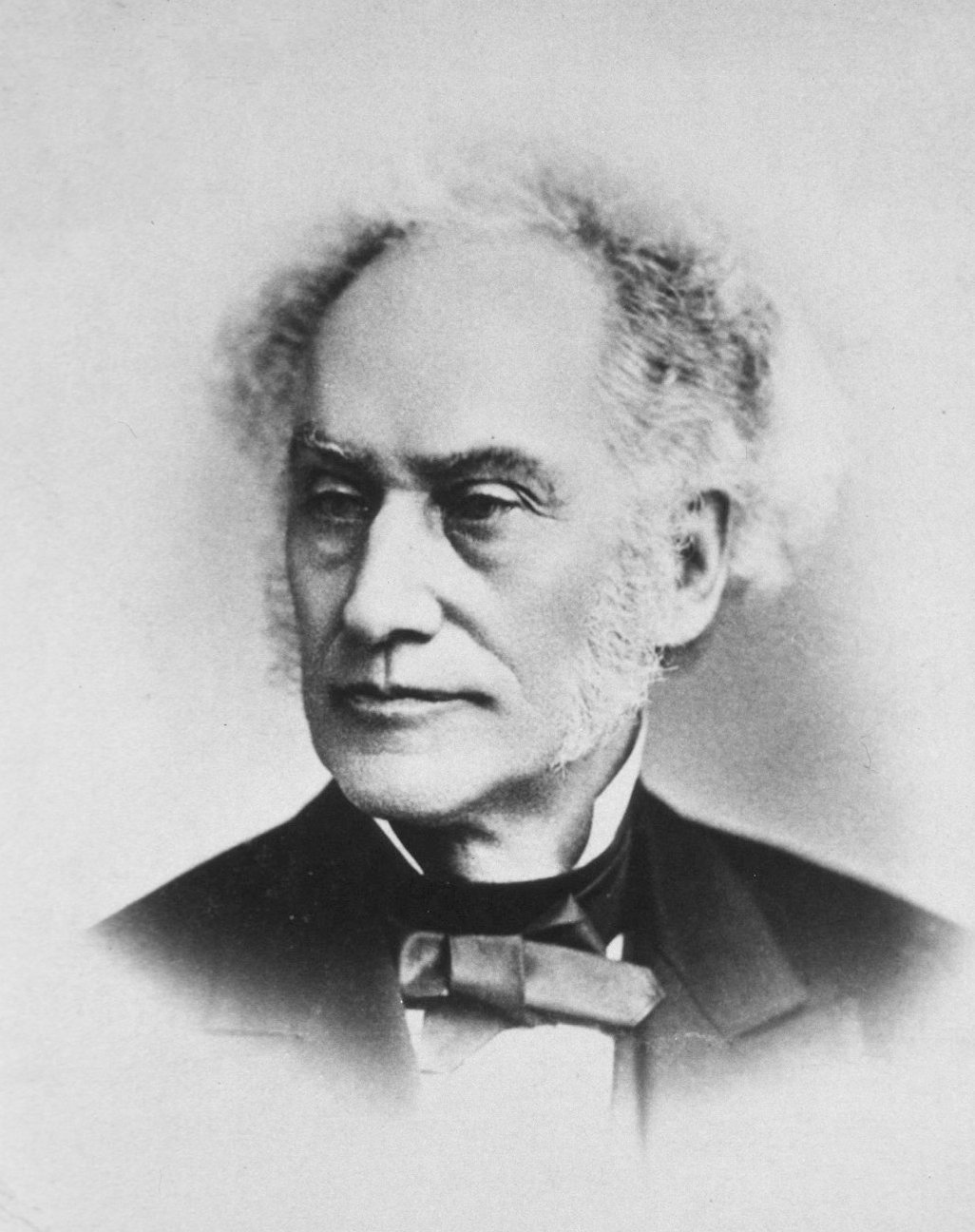
Samuel D. Gross

Samuel David Gross (* 8. Juli 1805 in Easton, Pennsylvania; † 6. Mai 1884 in Philadelphia) war ein US-amerikanischer Pathologischer Anatom und Chirurg.
Samuel („Sam“) Gross studierte Medizin in Easton und Philadelphia, wo er 1828 am Jefferson Medical College promoviert wurde. Anschließend war er als praktischer Arzt tätig. Er übersetzte zudem medizinische Werke aus dem Französischen und Deutschen ins Englische. 1830 zog er von Philadelphia nach Ohio, wo er von 1833 bis 1840 am Medical College zunächst als anatomischer Demonstrator unterrichtete. 1835 wurde er in Cincinnati Professor der pathologischen Anatomie und hielt dort den ersten Kurs über pathologische Anatomie in den Vereinigten Staaten von Amerika ab. Von 1840 bis 1856 unterrichtete er als Professor der Chirurgie am Louisville Medical Institute und kehrte dann als Chirurgieprofessor an das Jefferson Medical College zurück, wo er bis zu seiner Emeritierung 1882 blieb.
Gross ist der Autor von 14 sehr einflussreichen Büchern und über 1200 Artikeln. Am bekanntesten ist sein 2-bändiges System of Surgery (1859), das in verschiedene Sprachen übersetzt wurde. Sein Manual of Military Surgery (1861) war das Standardwerk der Feldchirurgen beider Seiten im Sezessionskrieg.
Er war ein Gründer der American Medical Association, Gründer und Präsident der American Surgical Association und Gründer und Präsident der Alumni Association of Jefferson Medical College. Seit 1854 war er Mitglied der American Philosophical Society.
In den frühen 1860er Jahren waren er und Thomas Eakins Studenten an der Pennsylvania Academy of the Fine Arts. Später porträtierte Eakins Gross in dem Gemälde Die Klinik Gross.
Gross’ Sohn Dr. Samuel W. Gross wurde ebenfalls Chirurg und Autor.